# Ingré
 Ingré  es una población y comuna francesa, situada en la región de Centro, departamento de Loiret, en el distrito de Orléans y cantón de Ingré.

## Geografía
La comuna se encuentra en el centro del departamento, en el Valle del Loira, una de las nueve regiones naturales de Loiret. Está situada a 8 km por carretera al noroeste del centro de Orleans, en el área urbana de la ciudad, en el borde de la región natural de Beauce. 

## Demografía
| 2 800                     | 2 905 | 2 871 | 2 959 | 2 905 | 2 780 | 2 767 | 2 714 | 2 665 | 2 575 | 2 651 | 2 610 | 2 529 | 2 566 | 2 503 | 2 532 | 2 411 | 2 300 | 2 276 | 2 259 | 2 191 | 2 002 | 2 002 | 1 972 | 2 129 | 2 175 | 2 431 | 3 211 | 3 973 | 4 505 | 5 221 | 5 880 | 7 450 | 7 969 |
| (Fuente: INSEE y Cassini) |       |       |       |       |       |       |       |       |       |       |       |       |       |       |       |       |       |       |       |       |       |       |       |       |       |       |       |       |       |       |       |       |       |